# Alex und Whitney – Sex ohne Ehe
Alex und Whitney – Sex ohne Ehe (Originaltitel: Whitney) ist eine US-amerikanische Sitcom, in der Whitney Cummings sich selbst darstellt. Premiere hatte die Serie am 22. September 2011 auf NBC. In Deutschland wurde die Serie vom 6. Februar bis 19. Juni 2014 auf RTL Nitro ausgestrahlt.

## Handlung
Im Mittelpunkt der Serie steht Whitney Cummings. Sie ist seit drei Jahren mit ihrem Freund Alex liiert. Jedoch haben die beiden beschlossen, nicht zu heiraten. Whitney allerdings macht sich Sorgen, welche Probleme auf die beiden zukommen könnten, die ihre Beziehung auf die Probe stellen könnten. Auf Grund dessen, was sie in Beziehungen anderer Leute sieht, versucht sie, ihre Beziehung durch bestimmte Aktionen interessant zu machen. Oft bekommt sie dabei Hilfe durch ihre Freunde.

## Besetzung und Synchronisation

### Hauptbesetzung

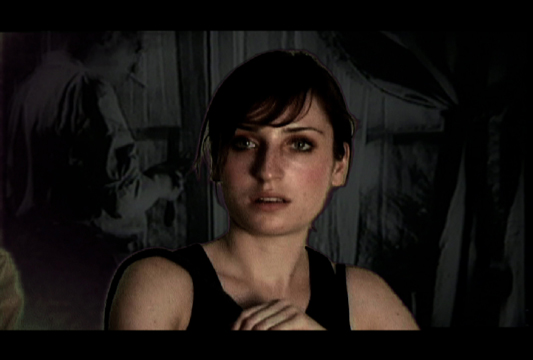
Zoe Lister-Jones spielt Lily Dixon
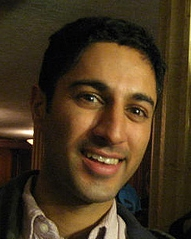
Maulik Pancholy spielt Neal

| Rollenname           | Schauspieler     | Hauptrolle | Synchronsprecher  |
| -------------------- | ---------------- | ---------- | ----------------- |
| Whitney Cummings     | Whitney Cummings | 1.01–2.16  | Solveig Duda      |
| Alex Miller          | Chris D’Elia     | 1.01–2.16  | Stefan Günther    |
| Roxanne Harris       | Rhea Seehorn     | 1.01–2.16  | Eva Michaelis     |
| Lily Dixon           | Zoe Lister-Jones | 1.01–2.16  | Stephanie Kellner |
| Mark Murphy          | Dan O’Brien      | 1.01–2.16  |                   |
| Neal                 | Maulik Pancholy  | 1.01–1.22  |                   |
| Reginald „R.J.“ José | Tone Bell        | 2.03–2.16  |                   |

### Nebenbesetzung
| Rollenname | Schauspieler    | Nebenrolle       | Synchronsprecher |
| ---------- | --------------- | ---------------- | ---------------- |
| Candi      | Jane Kaczmarek  | 1.01, 1.10, 2,01 | Martina Treger   |
| Vince      | Peter Gallagher | 1.10, 1.22, 2.10 |                  |
| Lance      | Hayes MacArthur | 1.15–1.16        |                  |
| Dr. Price  | Chelsea Handler | 1.09, 2.16       |                  |
| Dr. Grant  | John Cleese     | 1.14, 2.08       |                  |

## Produktion
Im März 2011 wurden die ersten Rollen der Serie mit Schauspielern besetzt. Die zentralen Hauptrollen wurden mit Whitney Cummings, welche zugleich auch die Idee zur Serie beisteuerte, und Chris D’Elia besetzt. Für weitere Rollen der Serie wurden Beverly D’Angelo, Zoe Lister-Jones und Maulik Pancholy verpflichtet. Zugleich wurde Betsy Thomas als Showrunnerin beauftragt. Am 11. Mai 2011 wurde offiziell von NBC eine Serie zum Drehbuch bestellt. Im August verließ Beverly D’Angelo, die eine wiederkehrende Rolle als Whitneys Mutter innehatte, das Projekt. Sie wurde durch Jane Kaczmarek ersetzt. Als Konsequenz des Schauspielerwechsels mussten Teile der Pilotfolge neu gedreht werden.
Bereits nach nur zwei ausgestrahlten Episoden stockte der Sender NBC die Episodenanzahl auf eine volle Staffel in Form von 22 Episoden auf. Im Oktober 2011 wurde die Rolle von Whitneys Vater mit Peter Gallagher besetzt. Im Mai 2012 verlängerte NBC die Serie trotz mäßigen Erfolgs um eine zweite Staffel. Wenig später wurde bekannt, dass Wil Calhoun Betsy Thomas als Showrunner der Serie für die zweite Staffel ersetzen würde. Im August 2012 gab Maulik Pancholy bekannt, dass er die Serie verlassen und stattdessen zu 30 Rock zurückkehren würde. Als Grund des Ausstieges wurde von Cummings angegeben, dass sich die Serie in ihrer zweiten Staffel mehr auf das zentrale Paar als auf die restlichen Hauptfiguren konzentrieren werde. Im September 2012 stieß Tone Bell zur Hauptbesetzung der Serie hinzu. Geplant war die Ausstrahlung der zweiten Staffel ab dem 19. Oktober 2012 zusammen mit Community. Allerdings gab NBC Anfang Oktober 2012 bekannt, dass die Ausstrahlung der beiden Sitcoms verschoben werde. Knapp zwei Wochen später wurde als Starttermin für die zweite Staffel der 14. November 2012 bekannt gegeben. Anfang November 2012, noch vor Beginn der Ausstrahlung, gab NBC fünf weitere Drehbücher für die zweite Staffel in Auftrag. Rund einen Monat später erhöhte der Sender die Episodenanzahl der zweiten Staffel von 13 auf 16 Episoden.
Im Mai 2013 wurde die Serie nach insgesamt 38 Episoden von NBC eingestellt.

## Ausstrahlung
Vereinigte Staaten
Die erste Staffel der Serie war vom 22. September 2011 bis zum 28. März 2012 auf NBC zu sehen. Die zweite Staffel wurde zwischen dem 14. November 2012 und dem 27. März 2013 gesendet.
Kanada
In Kanada begann die Ausstrahlung der Serie am 19. September 2011 auf dem Sender CTV.
Deutschland
In Deutschland hatte sich bereits der Sender VOX im August 2012 die Rechte an der Serie gesichert. Rund ein Jahr später gab die RTL Group an, die Serie auf RTL Nitro ausstrahlen zu wollen. Dort war die erste Staffel der Serie zwischen dem 6. Februar und dem 24. April 2014 unter dem Titel Alex und Whitney – Sex ohne Ehe zu sehen. Die zweite Staffel wurde vom 1. Mai bis 19. Juni 2014 direkt im Anschluss an die erste gesendet.

## Episodenliste

### Staffel 1
| Nr. (ges.) | Nr. (St.) | Deutscher Titel           | Originaltitel                            | Erstausstrahlung USA | Deutschsprachige Erstausstrahlung (D) | Regie            | Drehbuch                           |
| ---------- | --------- | ------------------------- | ---------------------------------------- | -------------------- | ------------------------------------- | ---------------- | ---------------------------------- |
| 1          | 1         | Hau rein, Schwester!      | Pilot Spicing Things Up                  | 22. Sep. 2011        | 6. Feb. 2014                          | Andy Ackerman    | Whitney Cummings                   |
| 2          | 2         | First Date                | First Date                               | 29. Sep. 2011        | 6. Feb. 2014                          | Andy Ackerman    | Whitney Cummings                   |
| 3          | 3         | Fremdgeguckt              | Silent Treatment                         | 6. Okt. 2011         | 13. Feb. 2014                         | Andy Ackerman    | Danielle Sanchez-Witzel            |
| 4          | 4         | Romantik-Zoff             | A Decent Proposal                        | 13. Okt. 2011        | 13. Feb. 2014                         | Andy Ackerman    | John Quaintance                    |
| 5          | 5         | Der Ton macht die Musik   | The Wire                                 | 27. Okt. 2011        | 20. Feb. 2014                         | John Fortenberry | Ethan Sandler                      |
| 6          | 6         | Falsch getrennt           | Two Broke-Up Guys                        | 3. Nov. 2011         | 20. Feb. 2014                         | Andy Ackerman    | Mathew Harawitz                    |
| 7          | 7         | Schlagabtausch            | Getting to Know You                      | 10. Nov. 2011        | 27. Feb. 2014                         | Henry Chan       | Adrian Wenner                      |
| 8          | 8         | Hundstage                 | Clarence!                                | 17. Nov. 2011        | 27. Feb. 2014                         | Mark Cendrowski  | Sam Sklaver                        |
| 9          | 9         | Nachts wenn alles schläft | Up All Night                             | 1. Dez. 2011         | 6. März 2014                          | Andy Ackerman    | Whitney Cummings & John Quaintance |
| 10         | 10        | Alle Jahre wieder         | Christmas is Cummings                    | 8. Dez. 2011         | 6. März 2014                          | Andy Ackerman    | John Quaintance                    |
| 11         | 11        | In eigener Sache          | Private Parts                            | 11. Jan. 2012        | 13. März 2014                         | Andy Ackerman    | Mathew Harawitz                    |
| 12         | 12        | Ganz in Weiss             | Faking It                                | 18. Jan. 2012        | 13. März 2014                         | Fred Savage      | Theresa Mulligan Rosenthal         |
| 13         | 13        | Das bisschen Haushalt …   | Codependence Day                         | 25. Jan. 2012        | 20. März 2014                         | Andy Ackerman    | Ethan Sandler & Dan Levy           |
| 14         | 14        | Denk wie ein Mann!        | Mind Games                               | 1. Feb. 2012         | 20. März 2014                         | Linda Mendoza    | Betsy Thomas & Adrian Wenner       |
| 15         | 15        | Der Ex-Ex                 | Lance!                                   | 8. Feb. 2012         | 27. März 2014                         | Andy Ackerman    | Sam Sklaver                        |
| 16         | 16        | Nur 48 Stunden            | 48 Hours                                 | 15. Feb. 2012        | 27. März 2014                         | David Trainer    | John Quaintance                    |
| 17         | 17        | Push up, Baby!            | Mad Women                                | 22. Feb. 2012        | 10. Apr. 2014                         | Betsy Thomas     | Whitney Cummings                   |
| 18         | 18        | Auf der Flucht            | Homeland Security                        | 29. Feb. 2012        | 10. Apr. 2014                         | Andy Ackerman    | Adrian Wenner                      |
| 19         | 19        | Die Ex-Box                | The Ex Box                               | 7. März 2012         | 17. Apr. 2014                         | Andy Ackerman    | Zachary Rosenblatt                 |
| 20         | 20        | Männersache               | G-Word                                   | 14. März 2012        | 17. Apr. 2014                         | Andy Ackerman    | Mathew Harawitz                    |
| 21         | 21        | Ein Antrag von der Stange | Something Old, Something New (Part 1)    | 21. März 2012        | 24. Apr. 2014                         | Andy Ackerman    | Kirk J. Rudell                     |
| 22         | 22        | Traut Euch!               | Something Black, Something Blue (Part 2) | 28. März 2012        | 24. Apr. 2014                         | Betsy Thomas     | Whitney Cummings                   |

### Staffel 2
| Nr. (ges.) | Nr. (St.) | Deutscher Titel               | Originaltitel         | Erstausstrahlung USA | Deutschsprachige Erstausstrahlung (D) | Regie           | Drehbuch                          |
| ---------- | --------- | ----------------------------- | --------------------- | -------------------- | ------------------------------------- | --------------- | --------------------------------- |
| 23         | 1         | Am Morgen danach              | Bawl and Chain        | 14. Nov. 2012        | 1. Mai 2014                           | Andy Ackerman   | Eric Zicklin                      |
| 24         | 2         | Kassensturz                   | Poor Whitney          | 21. Nov. 2012        | 1. Mai 2014                           | Andy Ackerman   | Liz Astrof                        |
| 25         | 3         | Wer einmal lügt …             | Sex, Lies, and Alibis | 5. Dez. 2012         | 8. Mai 2014                           | Steve Zuckerman | Wil Calhoun & Liz Astrof          |
| 26         | 4         | Mamma Mia!                    | Hello Giggles         | 12. Dez. 2012        | 8. Mai 2014                           | Andy Ackerman   | Dan Levy                          |
| 27         | 5         | Schöner Wohnen                | Three’s Company       | 2. Jan. 2013         | 15. Mai 2014                          | David Trainer   | Zachary Rosenblatt                |
| 28         | 6         | Gesundheit!                   | Two Broke Hearts      | 9. Jan. 2013         | 15. Mai 2014                          | Andy Ackerman   | Owen H. M. Smith                  |
| 29         | 7         | Ex und Klopp                  | Sorry!                | 30. Jan. 2013        | 22. Mai 2014                          | Andy Ackerman   | Whitney Cummings & Linda Wallem   |
| 30         | 8         | Auszeit                       | Space Invaders        | 6. Feb. 2013         | 22. Mai 2014                          | Andy Ackerman   | Zachary Rosenblatt                |
| 31         | 9         | Das perfekte Dinner           | Snapped               | 13. Feb. 2013        | 29. Mai 2014                          | Andy Ackerman   | Liz Astrof                        |
| 32         | 10        | Papa, einfach unverbesserlich | Breaking Dad          | 20. Feb. 2013        | 29. Mai 2014                          | Andy Ackerman   | Theresa Mulligan Rosenthal        |
| 33         | 11        | Born to Be Wild               | Slow Ride             | 27. Feb. 2013        | 5. Juni 2014                          | Linda Mendoza   | Eric Zicklin                      |
| 34         | 12        | Eine Frau steht ihren Mann    | Lost in Transition    | 6. März 2013         | 5. Juni 2014                          | Andy Ackerman   | Debby Wolfe                       |
| 35         | 13        | Haus am See                   | Nesting               | 13. März 2013        | 12. Juni 2014                         | Andy Ackerman   | Theresa Mulligan Rosenthal        |
| 36         | 14        | Ich bin nicht verrückt!       | Crazy, Stupid, Words  | 20. März 2013        | 12. Juni 2014                         | Andy Ackerman   | Zachary Rosenblatt & Eric Zicklin |
| 37         | 15        | Beziehungskisten              | Alex, Meet Lily       | 27. März 2013        | 19. Juni 2014                         | Andy Ackerman   | Megan Hearne                      |
| 38         | 16        | Torte zum Schluss             | Cake, Cake, Cake      | 27. März 2013        | 19. Juni 2014                         | Andy Ackerman   | Whitney Cummings & Dan Levy       |

## Rezeption
Die Serie erhielt bei Metacritic einen Metascore von 49/100 basierend auf 25 Rezensionen.

„Die Chemie zwischen Whitney Cummings und ihrem TV-Lebensgefährten Chris D'Elia hätte nicht besser sein können. Häufig hatte man - insbesondere während der Abspannsequenzen - das Gefühl, dass die beiden mindestens zum Teil ihre Einlagen improvisierten und nicht nur das Publikum, sondern auch sich gegenseitig zum Lachen bringen wollten. Und damit in der Regel auch großen Erfolg hatten. Vor allem aber überzeugte die Serie konzeptionell: „Whitney“ gelang, was kaum einer anderen halbstündigen Comedyserie seit „Mad About You“ gelungen ist, nämlich auf überzeugende Weise ein alltägliches Paar auf den Bildschirm zu bringen. Mit allen Fehlern und Schwächen, welche die beiden Partner auszeichnen. Und vor allem ohne jede romantische Überhöhung, die viele Romantic Comedies so klischeehaft und abgestanden erscheinen lassen.“